# Enrique Guallpa
Luis Enrique Guallpa Suquilema (Cañar, Ecuador, 30 de julio de 1988) es un deportista ecuatoriano de lucha grecorromana. En 2015 consiguió la medalla de oro en el Campeonato Sudamericano de Lucha que se realizó en Buenos Aires, Argentina. Consiguió el octavo lugar en los XVII Juegos Panamericanos de 2015 en Toronto, Canadá. Participó en los Juegos Bolivarianos de 2022 consiguiendo el cuarto puesto. Su hermano Milton Guallpa también es luchador.

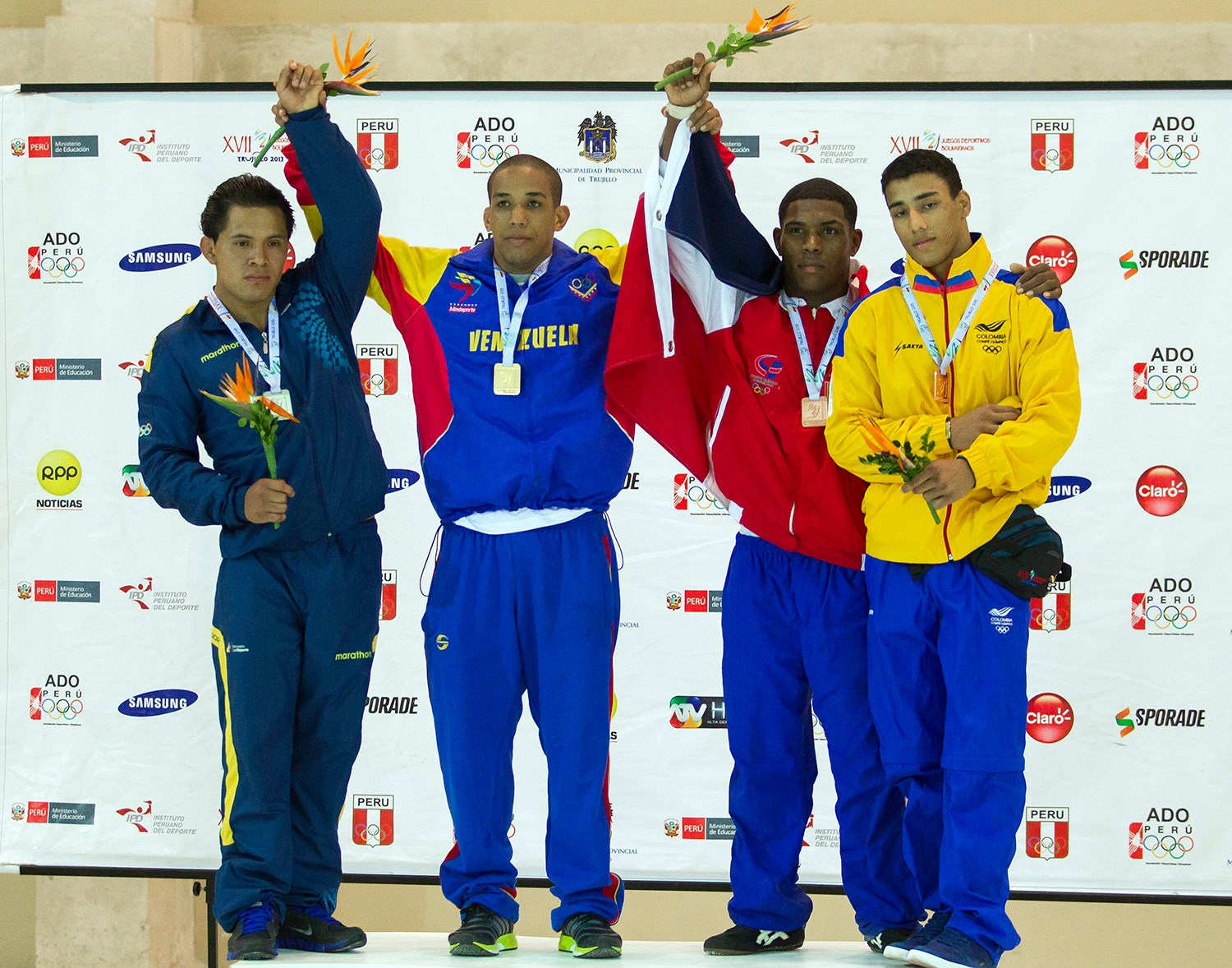
Enrique Guallpa (primero a la izquierda), medalla de plata en los XVII Juegos Bolivarianos Trujillo 2013, Perú.